# U-Bahnhof Comasina
Der U-Bahnhof Comasina ist ein Tunnelbahnhof der U-Bahn Mailand und Endpunkt der Linie M3. Er wurde nach dem gleichnamigen Stadtteil benannt.

## Geschichte
Der Bahnhof wurde am 26. März 2011 als Endstation der Verlängerung von U-Bahnhof Maciachini eröffnet.

## Lage
Der Bahnhof befindet sich in unterirdischer Lage unter der Via Comasina im gleichnamigen Stadtteil.
Der Bahnhof verfügt über zwei Gleise mit Seitenbahnsteigen. Über dem Gleisniveau befindet sich ein Zwischengeschoss mit Zutrittskontrolle.
Die architektonische Ausstattung wurde wie bei allen Bahnhöfen der Linie M3 von den Architekten Claudio Dini und Umberto Cappelli gestaltet.

## Anbindung
| Linie | Verlauf |
| ----- | --- |
|       | Comasina – Affori FN – Affori Centro – Dergano – Maciachini – Zara – Sondrio – Centrale FS – Repubblica – Turati – Montenapoleone – Duomo – Missori – Crocetta – Porta Romana – Lodi TIBB – Brenta – Corvetto – Porto di Mare – Rogoredo FS – San Donato |